# Gentianella pevalekii
Gentianella pevalekii là một loài thực vật có hoa trong họ Long đởm. Loài này được Bjelcic & E Mayer mô tả khoa học đầu tiên năm 1973.